# Ashtonia
Ashtonia  es un género de plantas con flores perteneciente a la familia Phyllanthaceae. Consiste en dos especies.

## Especies seleccionadas
- Ashtonia excelsa
- Ashtonia praeterita